# 上海市嘉定区外冈中学
上海市嘉定区外冈中学簡稱外冈中学，是中華人民共和國上海市嘉定區外岡鎮的一所公辦初中，成立於1956年。當時名為外岡初級中學。最初地址位於外青松公路西側、練祁河北側。1960年學校開設高中班。1963年，高中班停辦。1990年搬遷至岡峰路88號。2006年，外岡中學位於外岡新鎮的新址建成。

## 外部連結
- 官方网站